# Igreja Católica na Ucrânia
A Igreja Católica na Ucrânia é parte da Igreja Católica universal, em comunhão com a liderança espiritual do Papa, em Roma, e da Santa Sé.
A maioria dos católicos ucranianos são membros da Igreja Greco-Católica Ucraniana, enquanto que um número pertencem à Igreja Católica de Rito Latino (conhecida como Católica Romana), à Igreja Católica Bizantina Rutena e à Igreja Católica Armênia.

## História
Além dos católicos de rito latino na Ucrânia, há outras três Igrejas católicas orientais com importantes números de seguidores na Ucrânia: a Igreja Greco-Católica Ucraniana, a Igreja Católica Bizantina Rutena e a Igreja Católica Armênia.
A Igreja Católica Romana nos atuais territórios da Ucrânia tem sido fortemente associada à Polônia e aos poloneses, mas a igreja tem enfatizado uma identidade ucraniana desde a independência da nação em relação à União Soviética.
A história da Igreja Católica na moderna Ucrânia começa com o estabelecimento da Arquidiocese de Lviv, no século XIV, após a anexação do Reino da Rutênia pelo Reino da Polônia no decorrer de as Guerras da Galícia-Volínia.
Em 2001, a Ucrânia recebeu a visita do Papa João Paulo II, que realizou reuniões oficiais e informais em Kiev e Lviv. Obviamente, tanto a Igreja Católica de rito romano, quanto à de rito bizantino receberam calorosamente a visita de seu pai espiritual. As comunidades religiosas não-católicas expressaram esperança de que a visita encorajaria uma renovação espiritual e cultural em um país perturbado por problemas econômicos e sociais.
Segundo informações de 2007, a Caritas funciona em 12 regiões do país, e tem 40 centros que envolvem 500 funcionários e voluntários. Ela administra seis casas em estilo familiar para órfãos com 60 filhos, financia campos de reabilitação de saúde situados em áreas ambientalmente saudáveis nas regiões de Kiev, Jitomir, Ivano-Frankivsk e em regiões transcarpatianas, que beneficiam 2.500 crianças cada ano. Cerca de 12.000 crianças ucranianas, principalmente vítimas de Chernobyl, órfãos e crianças de famílias pobres, tiveram sua saúde melhorada dessa forma entre 2002 e 2007.

## Organização territorial
A Igreja Católica está presente no país com circunscrições eclesiásticas que pertencem aos quatro diferentes ritos litúrgicos: latino, ruteno, armênio e greco-católico. A maior comunidade é a comunidade greco-católica.

### Igreja Católica de rito latino

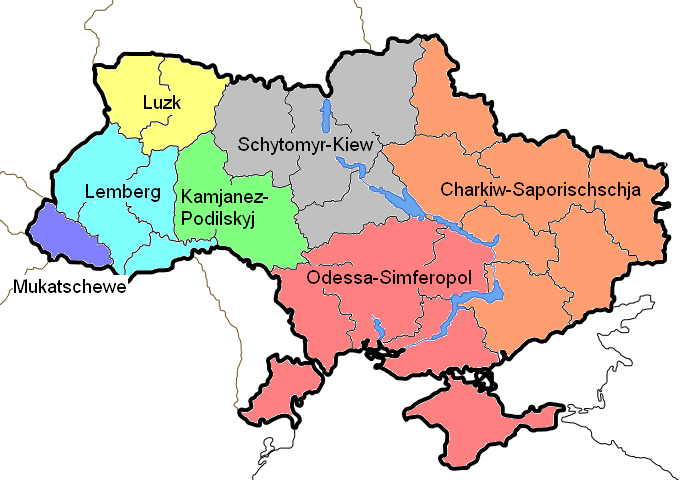
Mapa das dioceses católicas de rito latino

A província eclesiástica da Igreja Católica do rito latino inclui a Arquidiocese de Lviv e seis dioceses sufragâneas, com um total de cerca de 800 paróquias.
- Arquidiocese de Lviv que tem como sufragâneas:
  - Diocese de Kamianets-Podilskyi
  - Diocese de Carcóvia-Zaporizhzhya
  - Diocese de Kiev-Jitomir
  - Diocese de Lutsk
  - Diocese de Mukachevo
  - Diocese de Odessa-Simferopol

### Igreja Rutena
A Igreja Católica Bizantina Rutena, ou simplesmente "Igreja Rutena", em comunhão com a Santa Sé, na Ucrânia tem a Eparquia de Mukachevo com sua sé episcopal em Uzhhorod, imediatamente submetida à Santa Sé, e tem cerca de 320.000 batizados.

### Igreja armênia
A Igreja Católica Armênia está presente com a Arquieparquia católica armênia de Lviv, mas o assento episcopal está vazio desde 1938.

### Igreja Greco-Católica Ucraniana

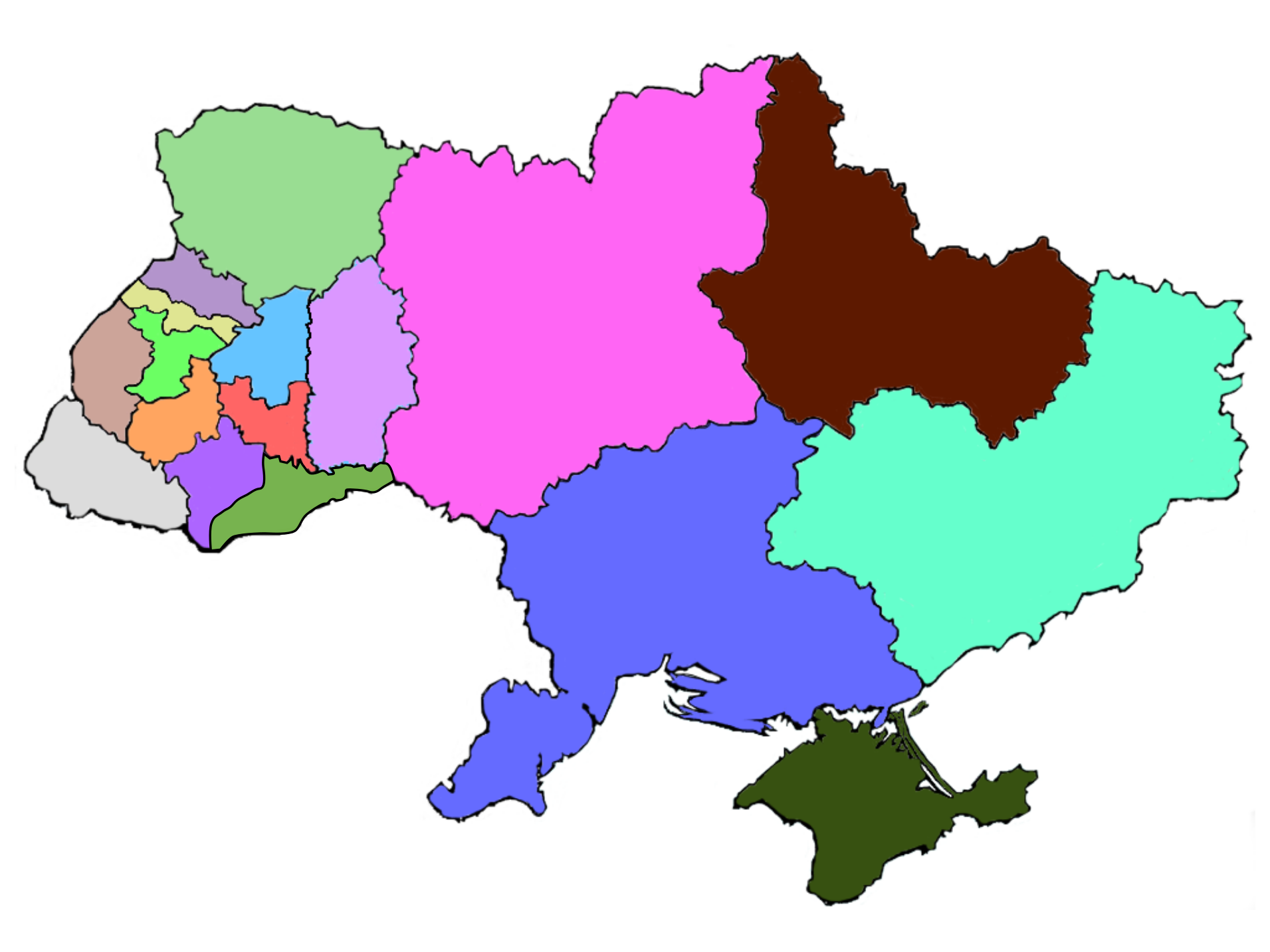
Divisão territorial da Igreja Greco-Católica Ucraniana

A Igreja Greco-Católica Ucraniana, em comunhão com a Santa Sé, tem um arcebispo maior e um primaz.
Em 21 de agosto de 2005 a sé do arcebispo-mor foi oficialmente transferida de Lviv para Kiev, modificando o título primacial em Arquieparquia maior de Kiev-Galícia.
Em 29 de novembro de 2011, foi iniciada uma revisão das circunscrições eclesiásticas da Igreja ucraniana.
A Igreja Greco-Católica Ucraniana tem numerosas arquieparquias, exarcados apostólicos e eparquias também fora da Ucrânia, na Europa e América, que foram criadas seguintes à diáspora dos ucranianos.
- Arquiepiscopado maior de Kiev-Aliche, da qual todas as arquieparquias do mundo de rito bizantino-ucraniano dependem
  - Arquieparquia de Ivano-Frankivsk
    - Eparquia de Kolomyja
    - Eparquia de Chernivtsi

  - Arquieparquia de Kiev, sé do arcebispo maior
  - Arquieparquia de Lviv dos Ucranianos
    - Eparquia de Sambir-Drohobych
    - Eparquia de Sokal-Zhovkva
    - Eparquia de Stryj

  - Arquieparquia de Ternopil-Zboriv
    - Eparquia de Buchach
    - Eparquia de Kamianets-Podilskyi

Além disso, existem cinco exarcados arquiepiscopais:
- Exarcado arquiepiscopal de Donetsk
- Exarcado arquiepiscopal de Kharkiv
- Exarcado arquiepiscopal de Lutsk
- Exarcado arquiepiscopal de Odessa
- Exarcado arquiepiscopal da Crimeia

## Conferência Episcopal
A Conferência Episcopal Ucraniana foi criada em 1994.

## Nunciatura Apostólica
A nunciatura apostólica da Ucrânia foi estabelecida em 8 de fevereiro de 1992, com o breve Ucrainam Nationem, do Papa João Paulo II.